# ام‌الفرج
ام‌الفرج (عربی: أم الفرج) یک روستای تاریخی فلسطینی بشمار می‌رود که وابسته به شهرستان «عکا» می‌باشد. صلیبی‌ها آن را بنام «لافییرج» می‌شناسند. این روستا در دشت «عکا» در ۱۰٫۵ کیلومتری شمال شرق «عکا» قرار دارد. در سال ۱۹۴۸ در جریان جنگ اعراب و اسراییل مردم این روستا به مناطق دیگر مهاجرت کردند.